# Stora Uvängssjön
Stora Uvängssjön är en sjö i Finspångs kommun i Östergötland och ingår i Nyköpingsåns huvudavrinningsområde. Sjön har en area på 0,138 kvadratkilometer och ligger 54,2 meter över havet.

## Delavrinningsområde
Stora Uvängssjön ingår i det delavrinningsområde (653389-149347) som SMHI kallar för Utloppet av Ålsjön. Medelhöjden är 72 meter över havet och ytan är 24,42 kvadratkilometer. Det finns ett avrinningsområde uppströms, och räknas det in blir den ackumulerade arean 68,79 kvadratkilometer. Regnaholmsån som avvattnar avrinningsområdet har biflödesordning 3, vilket innebär att vattnet flödar genom totalt 3 vattendrag innan det når havet efter 113 kilometer. Avrinningsområdet består mestadels av skog (66 procent). Avrinningsområdet har 4,42 kvadratkilometer vattenytor vilket ger det en sjöprocent på 18,1 procent.